# Annie Dodge Wauneka
Annie Dodge Wauneka é uma ativista e política estadunidense pertencente ao clã Tse níjikíní da tribo Navajo. Ela ocupou a posição de diretora do comitê de saúde da sua tribo, onde lançou várias campanhas para melhorar condições sanitárias, prover água potável e combater alcoolismo e doenças.